# Huile d'olive de Nîmes
L'huile d'olive de Nîmes  est protégée par une appellation d'origine contrôlée (AOC) depuis un décret pris par l'INAO le 17 novembre 2007. Elle est produite dans les environs de Nîmes (département du Gard) et dans le nord-est du département de l'Hérault en France. L'AOC huile d'olive de Nîmes est reconnue par l'Europe comme une appellation d'origine protégée (AOP).

## Caractéristiques du produit
Le Syndicat des AOC Olive et huile de Nîmes est l'organisme de gestion et de contrôle qui s'occupe du suivi de cette appellation.
L'huile d'olive de Nîmes est la première AOC oléicole du Languedoc-Roussillon. Son certificat d’agrément lui est délivré par l'Institut national des appellations d’origine en fonction d'un cahier des charges spécifique dans lequel interviennent la densité de plantation, les variétés recommandées, la taille, le traitement et le rendement des oliviers, la maturité des olives et leur apport au moulin dans les 3 jours qui suivent leur récolte.
Mouliniers et confiseurs doivent respecter le ban de l'olivaison, donné par arrêté préfectoral, pour réceptionner la récolte et la traiter dans un délai d'une semaine. L’huile doit être composée d'au moins 60 % de picholine, puis soumise à une analyse en laboratoire et à un contrôle organoleptique. À la dégustation, elle révèle des arômes de prune, d'ananas, avec une pointe d'amertume et une ardence qui la rendent fraîche et légère.
La picholine donne une huile d'olive, très fruitée et verte, à l'amertume et au piquant léger, qui est caractérisée par des arômes de fruits à pépins (pomme et poire) avec des notes herbacées de foin.

## Historique

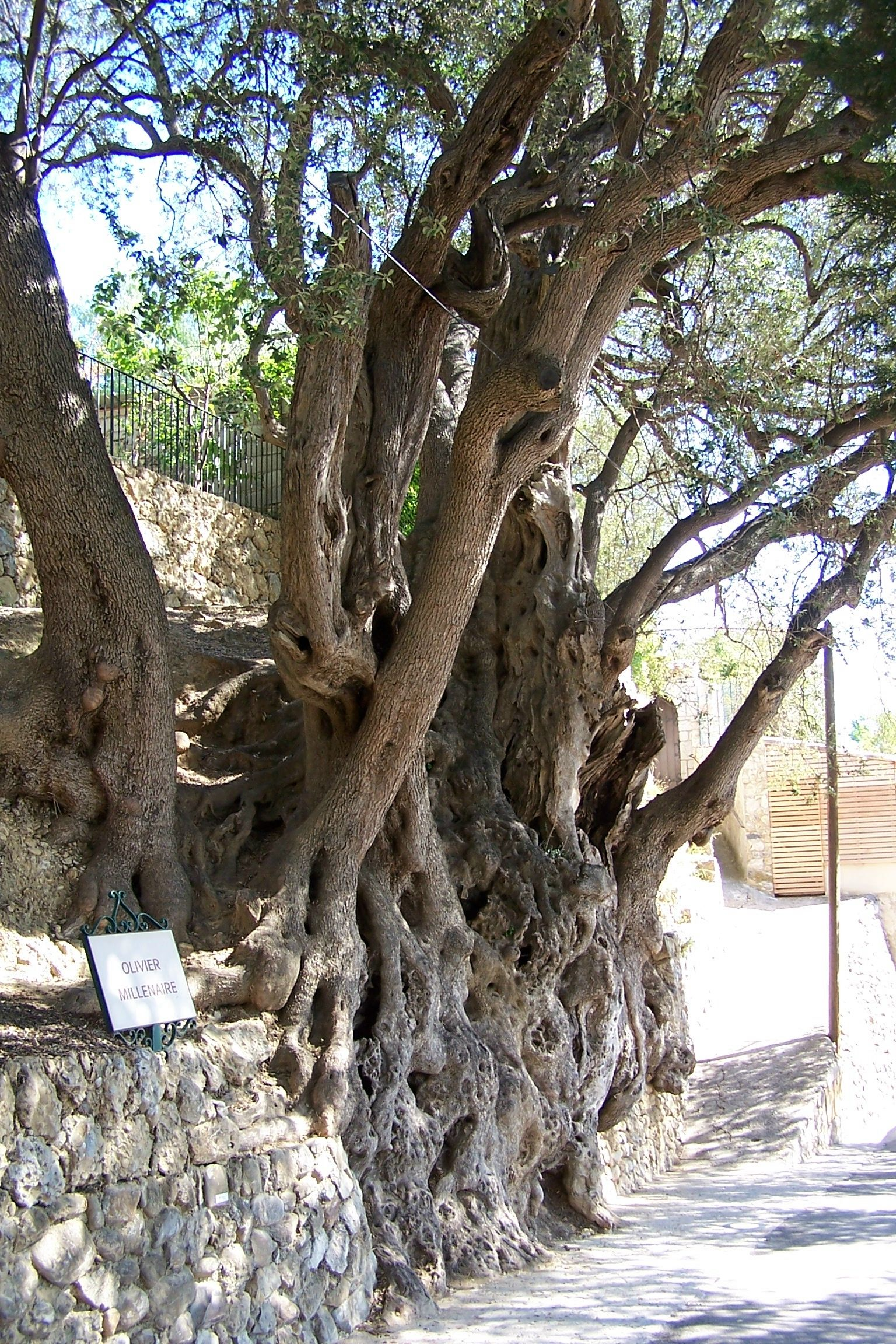
L'Olivier millénaire à Roquebrune-Cap-Martin (Var).

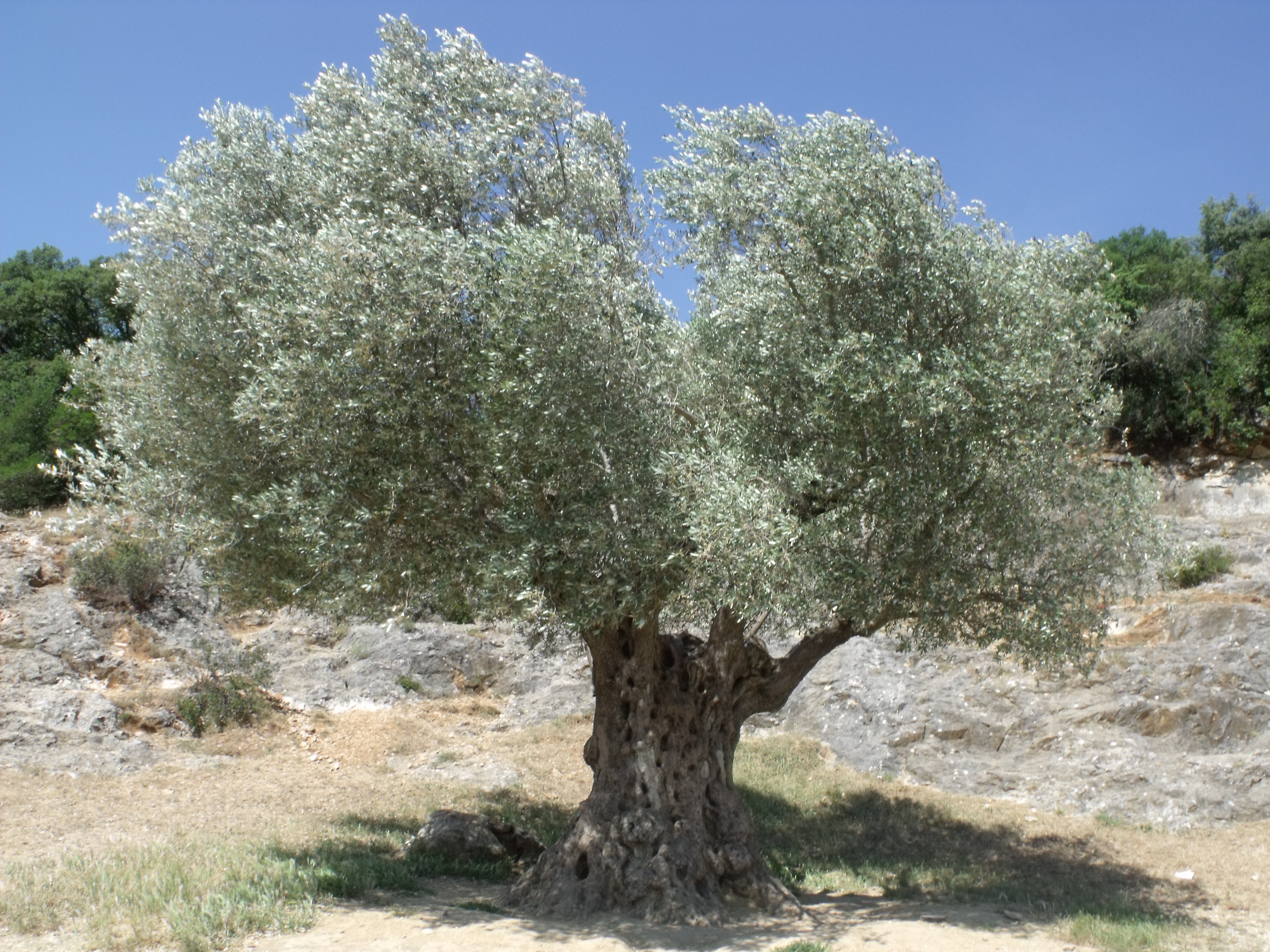
Olivier millénaire d'origine espagnole au Pont-du-Gard

Les recherches archéologiques ont montré que l’olivier sauvage était présent dans le bassin méditerranéen, il y a plus de 60 000 ans. En France, des pollens fossiles ont été identifiés à Tautavel et des feuilles fossilisées datées de 8 000 ans avant notre ère, ont été retrouvées à Roquevaire et à la Sainte-Baume. En dépit des aléas climatiques, on dénombre quelques oliviers millénaires, dont ceux de Roquebrune-Cap-Martin (cf. l'Olivier millénaire). Il existe au Pont-du-Gard, un olivier né en l'an 908, originaire d'Espagne, qui a été planté sur l'initiative du Conseil Général, le 23 septembre 1988.
Justin, dans son Abrégé des histoires philippiques (Historiarum Philippicarum, Livre XLIII, chap. IV,1-2), un ouvrage qu'il présente dans sa préface comme un florilège des passages les plus importants et les plus intéressants du volumineux Historiæ phillippicæ et totius mundi origines et terræ situs rédigé par Trogue Pompée à l’époque d’Auguste, explique : « Sous l'influence des Phocéens, les Gaulois adoucirent et quittèrent leur barbarie et apprirent à mener une vie plus douce, à cultiver la terre et à entourer les villes de remparts. Ils s'habituèrent à vivre sous l'empire des lois plutôt que sous celui des armes, à tailler la vigne et à planter l'olivier, et le progrès des hommes et des choses fut si brillant qu'il semblait, non pas que la Grèce eût émigré en Gaule, mais que la Gaule eût passé dans la Grèce ».

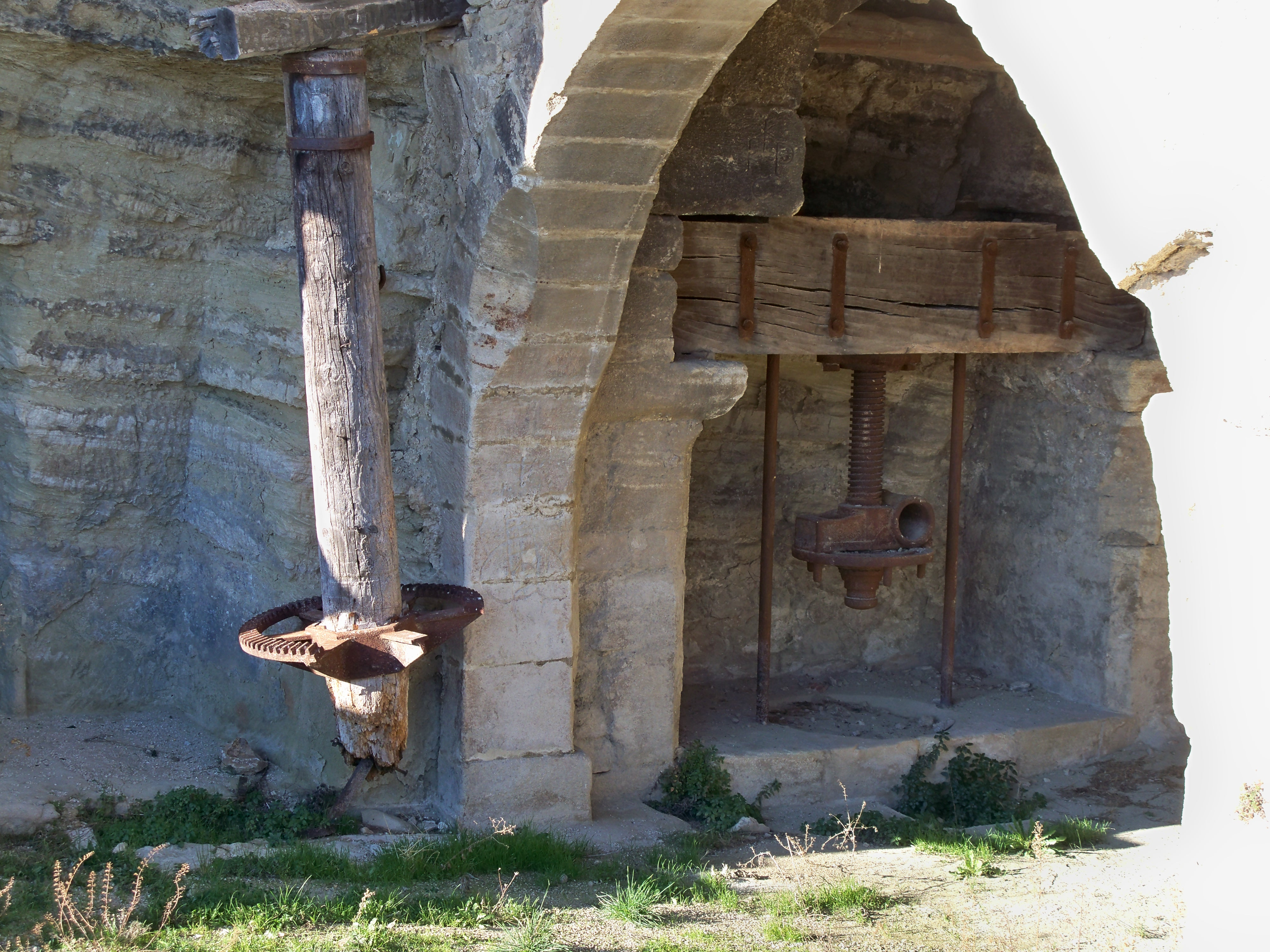
Moulin à huile troglodityque

La colonisation romaine, tant dans la Provincia qu'en Narbonnaise, étendit la culture de l'olivier à tout le sud de la Gaule. De nombreuses traces archéologique en attestent de Carcassonne à Vaison-la-Romaine en passant par Glanum. Tout au cours du Moyen Âge, il fut cultivé dans tous les villages du Midi de la France. Chacun avait un moulin à huile dont quelques-uns ont été conservés. 
À partir du XVIIIe siècle, la culture de l'olivier devient prépondérante  dans l'économie du Roussillon du Languedoc et de la Provence. De véritables oliveraies sont mises en place remplaçant les oliviers plantés au milieu d'autres cultures en particulier la vigne.

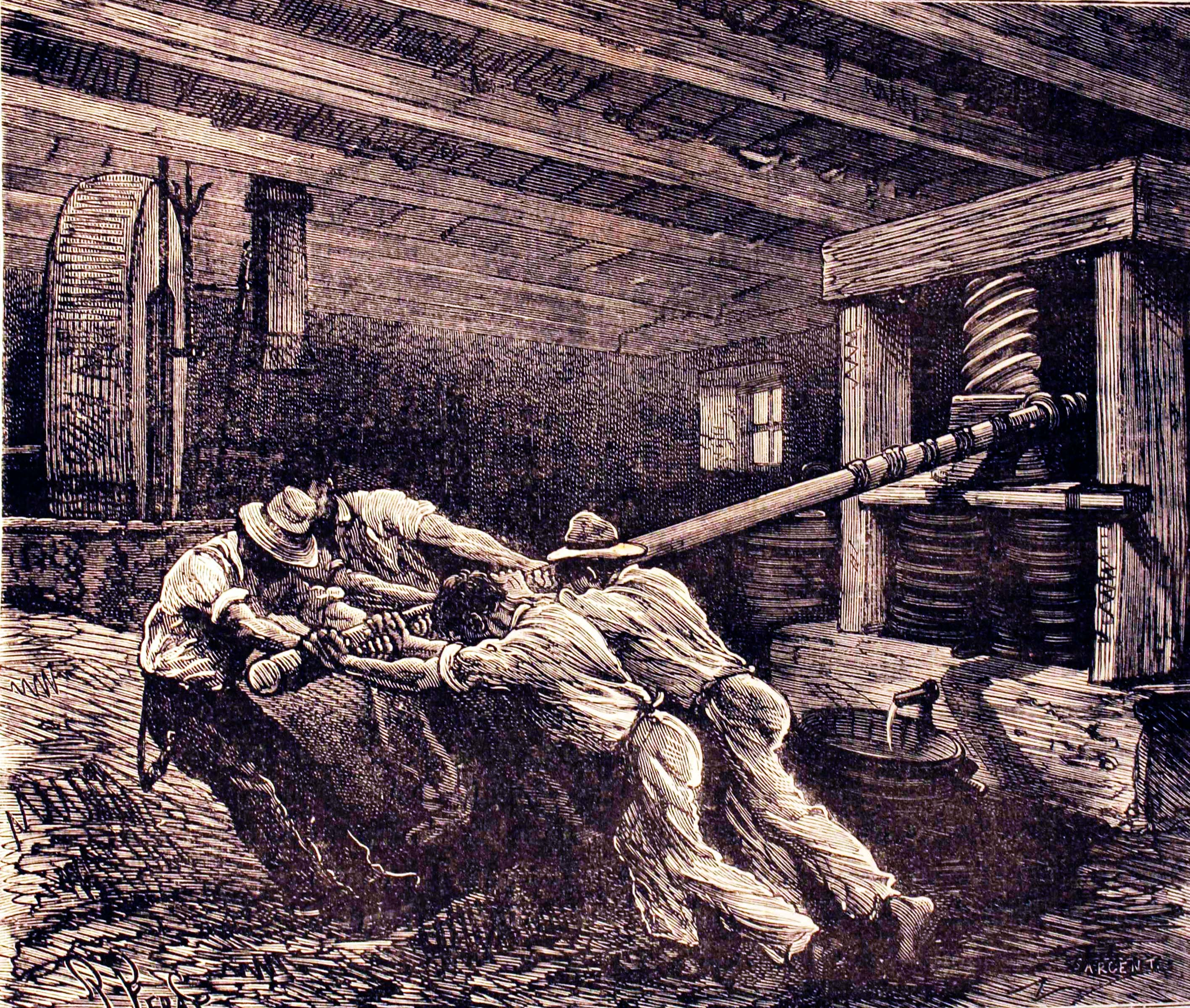
Pressoir à olives au XIXe siècle

Avant l'apparition du phylloxéra, qui marqua une régression de l'oléiculture à la fin du XIXe siècle pour récupérer des terres non infestées, la France comptait 26 000 000 d'oliviers plantés sur 168 000 hectares. La concurrence des huiles de graines, les gels, dont celui de 1929, puis l'exode rural, accélérèrent le processus jusqu'àu gel catastrophique de 1956. À cette époque, il y avait encore 8 000 000 d'oliviers couvrant 50 000 hectares. Après février 1956, il ne resta plus en production que 20 000 hectares avec 3 000 000 d'oliviers.
Ce ne fut qu’à partir des années 1980, grâce aux découvertes des avantages dus au régime méditerranéen que l'oléiculture en France reprit vigueur. Depuis à cela s'est ajouté l'agro-tourisme où l'olivier et ses productions jouent un rôle essentiel.

## Zone de production
La zone de production s'étend sur deux départements :
Gard 184 communes

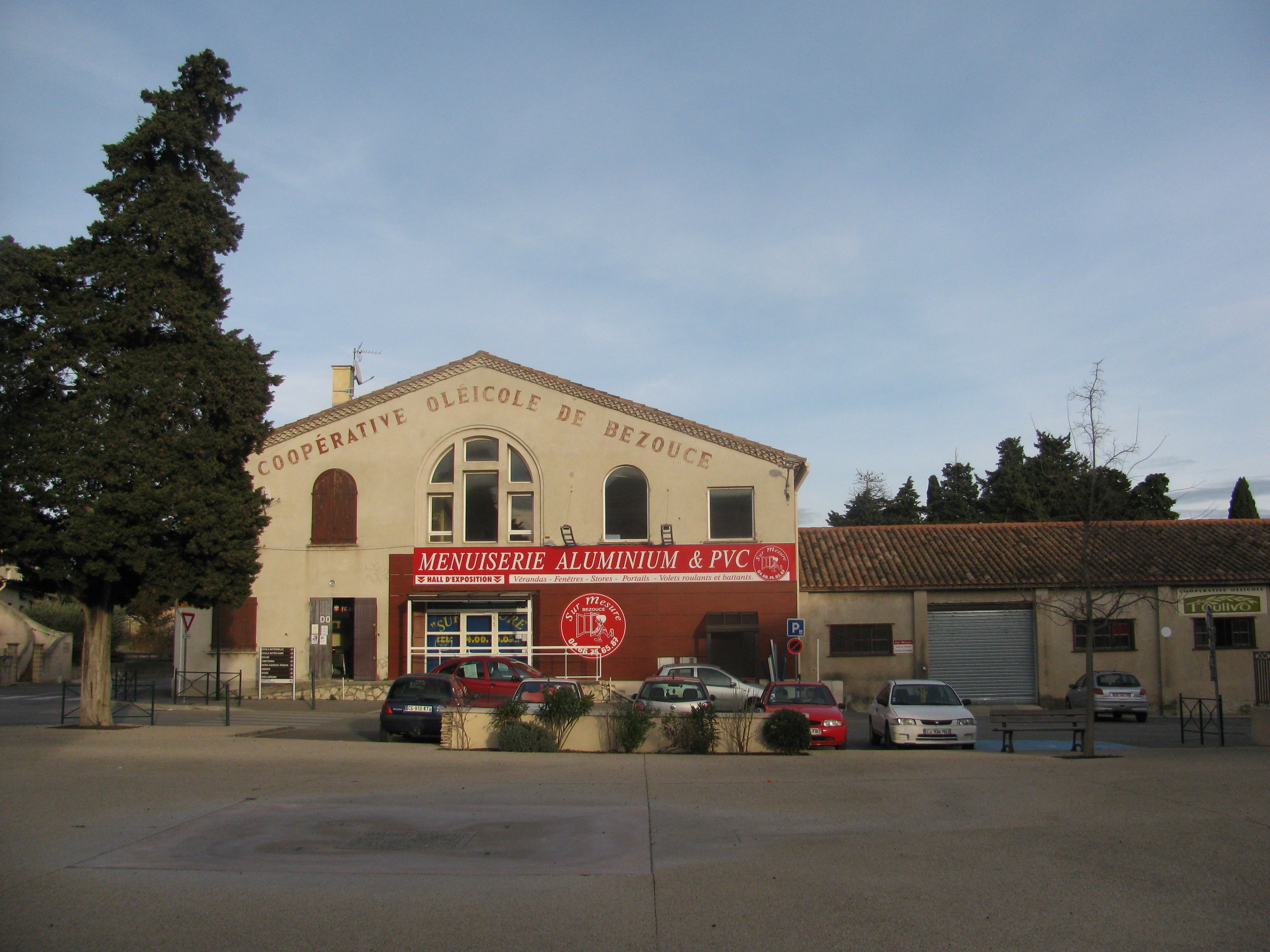
Coopérative oléicole de Bezouce

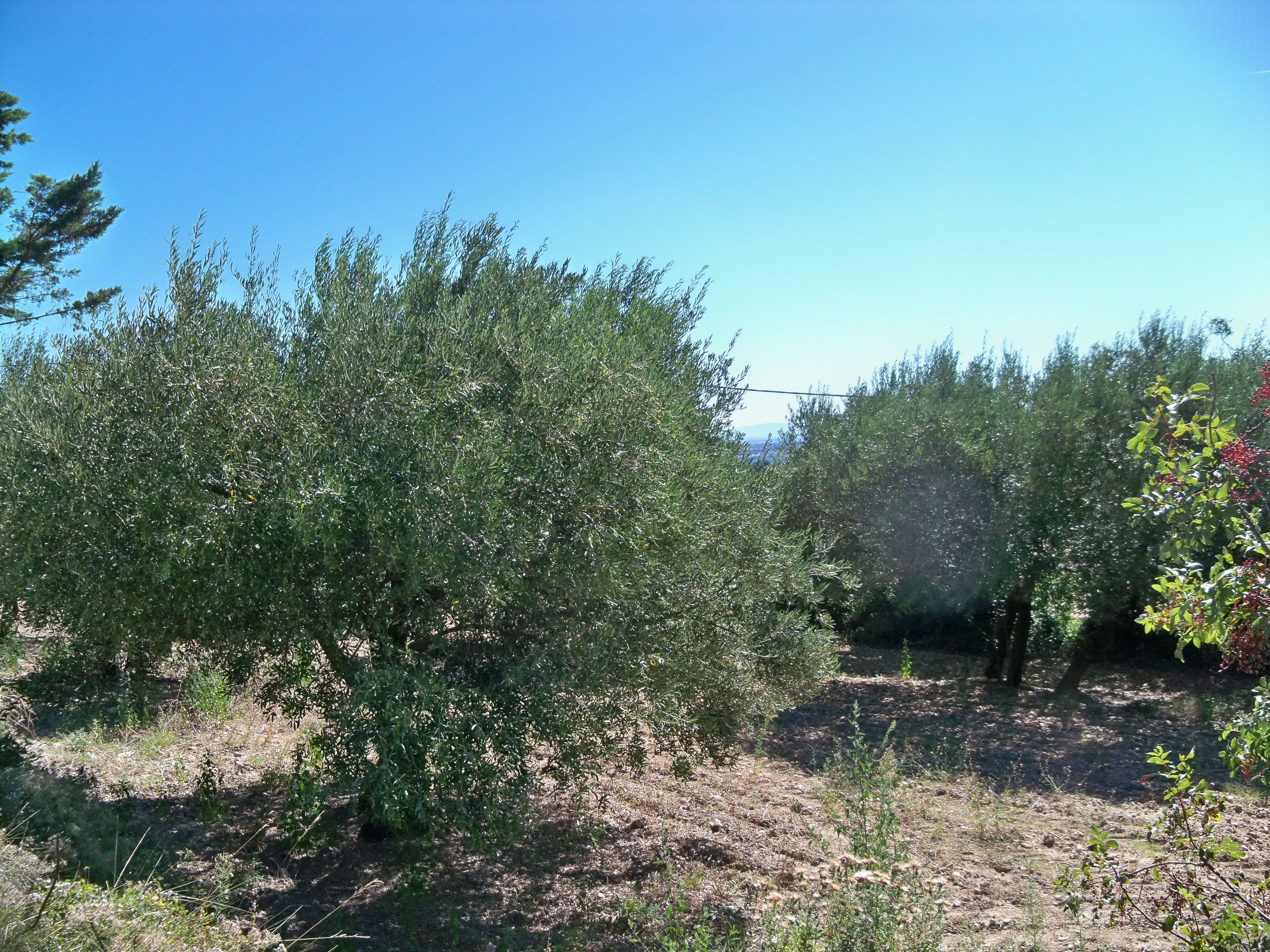
Oliviers près Rochefort-du-Gard

Aigaliers, Aigremont, Aigues-Vives, Alès, Allègre-les-Fumades, Anduze, Aramon, Argilliers, Arpaillargues-et-Aureillac, Aspères, Aubais, Aubord, Aubussargues, Aujargues, Bagard, Baron, Beaucaire, Beauvoisin, Bellegarde, Belvézet, Bernis, Bezouce, Blauzac, Boisset-et-Gaujac, Boissières, Boucoiran-et-Nozières, Bouillargues, Bouquet, Bourdic, Bragassargues, Brignon, Brouzet-lès-Quissac, La Bruguière, Cabrières, La Cadière-et-Cambo, Caissargues, La Calmette, Calvisson, Canaules-et-Argentières, Cannes-et-Clairan, Cardet, Carnas, Cassagnoles, Castelnau-Valence, Castillon-du-Gard, Caveirac, Clarensac, Codognan, Collias, Collorgues, Combas, Comps, Congénies, Conqueyrac, Corconne, Crespian, Cruviers-Lascours, Deaux, Dions, Domazan, Domessargues, Durfort-et-Saint-Martin-de-Sossenac, Estézargues, Euzet, Flaux, Foissac, Fons, Fons-sur-Lussan, Fontanès, Fontarèches, Fournès, Gailhan, Gajan, Gallargues-le-Montueux, Garons, Garrigues-Sainte-Eulalie, Générac, Goudargues, Jonquières-Saint-Vincent, Junas, Langlade, Lecques, Lédenon, Lédignan, Lézan, Liouc, Logrian-Florian, Lussan, Manduel, Marguerittes, Martignargues, Maruéjols-lès-Gardon, Massanes, Massillargues-Attuech, Mauressargues, Méjannes-lès-Alès, Meynes, Milhaud, Mons, Montagnac, Montaren-et-Saint-Médiers, Monteils, Montfrin, Montignargues, Montmirat, Montpezat, Moulézan, Moussac, Mus, Nages-et-Solorgues, Ners, Nîmes, Orthoux-Sérignac-Quilhan, Parignargues, Poulx, Puechredon, Quissac, Redessan, Remoulins, Ribaute-les-Tavernes, Rochefort-du-Gard, Rodilhan, La Rouvière, Saint-Bauzély, Saint-Bénézet, Saint-Bonnet-du-Gard, Saint-Césaire-de-Gauzignan, Saint-Chaptes, Saint-Christol-lès-Alès, Saint-Clément, Saint-Côme-et-Maruéjols, Saint-Dézéry, Saint-Dionizy, Saint-Étienne-de-l'Olm, Saint-Geniès-de-Malgoirès, Saint-Gervasy, Saint-Gilles, Saint-Hilaire-d'Ozilhan, Saint-Hilaire-de-Brethmas, Saint-Hippolyte-de-Caton, Saint-Hippolyte-de-Montaigu, Saint-Hippolyte-du-Fort, Saint-Jean-de-Ceyrargues, Saint-Jean-de-Crieulon, Saint-Jean-de-Serres, Saint-Just-et-Vacquières, Saint-Laurent-la-Vernède, Saint-Mamert-du-Gard, Saint-Maurice-de-Cazevieille, Saint-Maximin, Saint-Nazaire-des-Gardies, Saint-Privat-des-Vieux, Saint-Quentin-la-Poterie, Saint-Siffret, Saint-Théodorit, Saint-Victor-des-Oules, Sainte-Anastasie, Salinelles, Sanilhac-Sagriès, Sardan, Sauve, Sauzet, Savignargues, Saze, Sernhac, Serviers-et-Labaume, Seynes, Sommières, Souvignargues, Théziers, Tornac, Uchaud, Uzès, Vallabrix, Vallérargues, Vauvert, Verfeuil, Vergèze, Vers-Pont-du-Gard, Vestric-et-Candiac, Vézénobres, Vic-le-Fesq, Villevieille.
Hérault 40 communes
Assas, Baillargues, Beaulieu, Boisseron, Buzignargues, Campagne, Castries, Claret, Fontanès, Galargues, Garrigues, Guzargues, Lauret, Lunel, Lunel-Viel, Les Matelles, Montaud, Moulès-et-Baucels, Restinclières, Saint-Bauzille-de-Montmel, Saint-Brès, Saint-Christol, Saint-Drézéry, Saint-Geniès-des-Mourgues, Saint-Hilaire-de-Beauvoir, Saint-Jean-de-Cornies, Saint-Jean-de-Cuculles, Saint-Mathieu-de-Tréviers, Saint-Sériès, Saint-Vincent-de-Barbeyrargues, Sainte-Croix-de-Quintillargues, Saturargues, Saussines, Sauteyrargues, Sussargues, Vacquières, Valergues, Valflaunès, Vérargues, Villetelle.

## Climat
La moyenne des températures les plus basses de l'ensemble de l'année 2007 est de 10,4 °C. La moyenne des températures les plus élevées de cette même année 2007 est de 19,9 °C. Les quatre mois de juin, juillet, août et septembre, toujours de l'année 2007, donnent une moyenne de 28,5 °C. En été, des pics réguliers à plus de 35 °C ne sont pas exceptionnels. Météo France a relevé la température la plus élevée à 40,6 °C le 1er août 1947 (sur la période 1971 - 2000).
La ville de Nîmes est réputée pour être la plus chaude de France. 
| Mois                              | jan.  | fév.  | mars  | avril | mai   | juin  | jui.  | août  | sep.  | oct.  | nov.  | déc. | année   |
| --------------------------------- | ----- | ----- | ----- | ----- | ----- | ----- | ----- | ----- | ----- | ----- | ----- | ---- | ------- |
| Température minimale moyenne (°C) | 2,4   | 3,4   | 5,1   | 7,8   | 11,2  | 14,9  | 17,7  | 17,2  | 14,7  | 10,8  | 5,9   | 3    | 9,5     |
| Température moyenne (°C)          | 6,3   | 7,7   | 9,9   | 12,8  | 16,6  | 20,5  | 23,7  | 23    | 20    | 15,4  | 10    | 6,9  | 14,4    |
| Température maximale moyenne (°C) | 10,3  | 11,9  | 14,7  | 17,8  | 21,9  | 26,2  | 29,8  | 28,9  | 25,3  | 20    | 14    | 10,7 | 19,3    |
| Ensoleillement (h)                | 143,5 | 147,4 | 203,1 | 227,6 | 267,8 | 310,2 | 353,8 | 315,3 | 236,6 | 186,8 | 143,9 | 133  | 2 668,9 |
| Précipitations (mm)               | 67,7  | 70,7  | 55,9  | 59,2  | 60,9  | 38,6  | 25,3  | 51,6  | 66,8  | 131,9 | 69,2  | 64,1 | 761,9   |

Le climat de ce terroir est soumis à un rythme à quatre temps : deux saisons sèches (une brève en hiver, une très longue et accentuée en été), deux saisons pluvieuses, en automne (pluies abondantes et brutales) et au printemps. Sa spécificité est son climat méditerranéen qui constitue un atout exceptionnel :
- Le mistral assainit les oliveraies ;
- La saisonnalité des pluies est très marquée ;
- Les températures sont très chaudes pendant l'été.

## Variétés - Culture
Les Variétés
L'huile d'olive de Nîmes ne peuvent être fabriquée qu'avec un nombre limité de variétés d'olives. Les variétés principales sont les Picholines, les Négrettes et les Noirettes, avec un minimum de 85 % du volume de l'huile. Des variétés secondaires peuvent être présentes (maximum 15 %) : Sauzen vert, Rougette, Olivastre, Broutignan, Vermillau, Cul blanc, Verdale de l’Hérault ou Groussaldo, Aglandau, Amellau, Pigalle, Piquette, ainsi que quelques variétés anciennes, présentent localement avant le gel de 1956.
Les Vergers

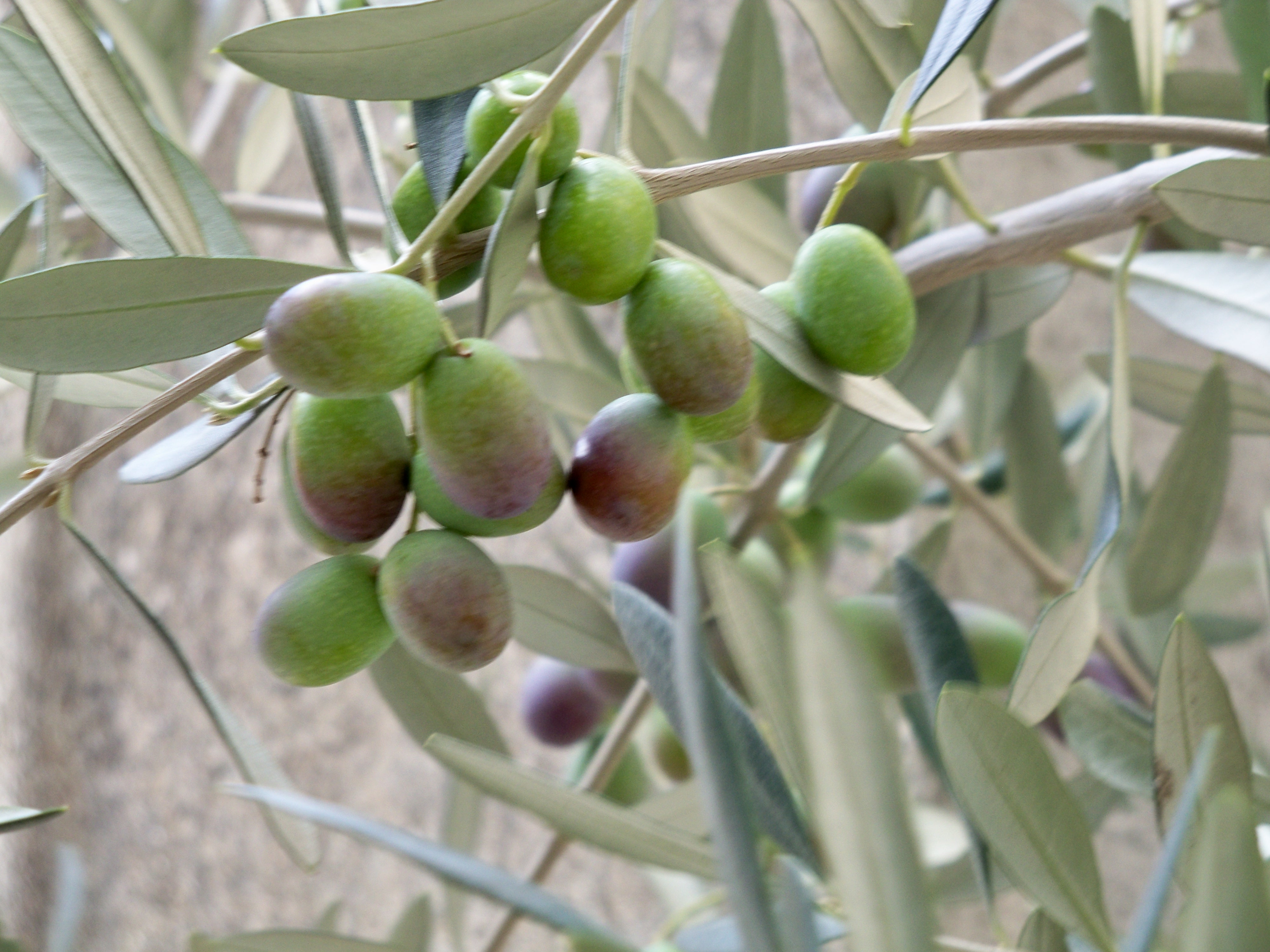
Véraison d'olives

Chaque arbre doit bénéficier de 24 m2 minimum, avec une distance minimum entre chacun d'eux de 4 m. La taille des arbres doit être faite au moins tous les 2 ans. L'arrosage n'est autorisé que jusqu'à la véraison.

## Méthode d'élaboration
Après proposition de l'INAO, la date de début de la récolte est fixée par arrêté préfectoral.  La récolte peut être faite par plusieurs types de techniques mécaniques, ne détériorant pas l'aspect extérieur de l'olive : manuelle, par aspiration, par vibration ou par battage. Aucun ramassage à l'aide de produits d'abscission n'est possible. Le transport et la conservation des olives ne peuvent se faire que dans des caisses à claire-voie.
La préparation de l'huile doit se faire dans les huit jours après la cueillette. Aucun produit n'est autorisé dans la conception de l'huile, en dehors de l'eau servant au lavage des olives. Même si le mélange de plusieurs variétés d'olives est possible, il doit comporter un minimum de 60 % de picholines. L'extraction de l'huile se fait à froid, sans chauffage de la « pâte d'olive », par des procédés mécaniques. La température ambiante ne peut dépasser 30 degrés Celsius.

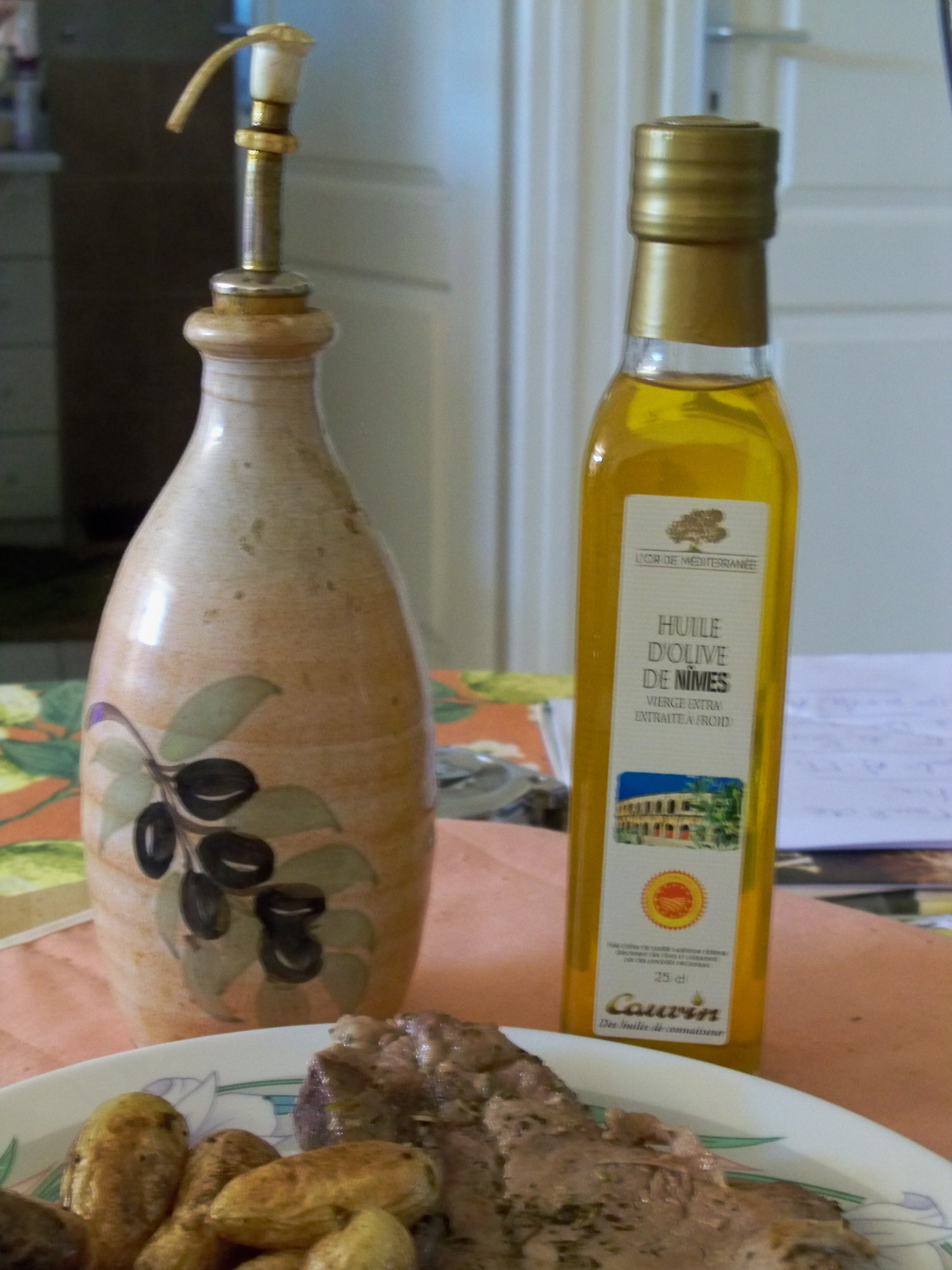
Bouteille d'huile d'olive de Nîmes

L'huile d'olive de Nîmes est élaborée dans le secteur de l'AOC  par sept mouliniers, le moulin Thomassot, dirigé par Claire Thomassot, à Verfeuil, le moulin Paradis, dirigé par Christophe Paradis, à Martignargues, le Moulin du Domaine de Pierredon, dirigé par Gilles Granier, à Estézargues, la coopérative de Beaucaire, dirigée par Jean-Charles Brunel, à Beaucaire, le moulin de la Voie Domitienne, dirigé par Laurence Nicolas, à Beaucaire, le moulin de Villevieille, dirigé par Bruno Ferières, à Villevieille et le moulin des Costières, dirigé par Fabien Jeanjean, à Saint-Gilles.

## Commercialisation
La commercialisation de l'huile d'olive se fait essentiellement par les grandes et moyennes surfaces (GMS) avec 66 % du marché. Viennent ensuite le hard discount (17 %), l'industrie agro-alimentaire (14 %), les épiceries et les marchés (6 %). La vente directe sur le lieu de production n'est pas encore une pratique courante puisque les producteurs et les moulins n'assurent chacun que 3 %. Le secteur de vente le plus dynamique reste le hard discount, avec une progression annuelle qui augmente de 3 à 4 %.